# 小行星7908
小行星7908，位于小行星带，由荷兰天文学家科内利斯·约翰内斯·范豪滕、英格丽德·范豪滕-赫鲁内费尔德以及美国天文学家汤姆·赫雷尔斯三人于1971年3月26日在帕洛马山天文台发现。